# 材料
材料是人類可以利用製作有用構件、器件或物品的物質。
材料的發展標誌著社會的進步，比如石器的廣泛使用是“石器時代”，相似的還有“青銅時代”和“鐵器时代”等等。材料和資訊與能源被稱為現代文明的三大支柱。

## 非金属材料
- 石器：旧石器时代的人类将石英石、燧石等天然石材打制而成。
- 玉器：属于变质岩。
- 陶器：新石器时代的人类用粘土（SiO2、Al2O3）烧制而成，有红陶、黑陶、白陶等。商朝发明了釉陶，炉窑的温度达到1200℃。
- 瓷器：在东汉时期出现，中国是最早生产瓷器的国家。
- 陶瓷材料：氧化铝可以耐高温、耐腐蚀，铌酸锂可以将电信号转变为光信号，氮化硅用于切削刀具，氧化钇具有高温超导性能。
- 玻璃
- 水泥

## 金屬材料
- 銅：古埃及人在公元前4000年就掌握了炼铜技术，出现青铜（铜锡合金），是人类发明的第一种合金。
- 鐵：美索不达米亚在公元前3000年就利用陨铁打制了铁器，在公元前2000年就知道了铸铁技艺。中国在春秋时期开始大量使用铁器，战国时期使用铁模铸造，西汉采用煤作燃料。15世纪初，欧洲发明了炼铁高炉。到了17世纪，出现了高达9米日产铁1吨的高粱。但铸铁在工业革命前只用来制作农具、兵器和祭器。
- 鋼：中国古代有自然钢、百炼钢和灌钢三种炼钢方法。1755年蒸汽机提供强大的鼓风和动力推动了炼钢技术的发展，相继出现了酸性转炉炼钢（1856年）、平炉炼钢（1864年）、碱性转炉炼钢（1879年）、电弧炉炼钢（1899年）以及氧气顶吹法炼钢（1950年代）。
- 铝：1866年发明了电解铝。铝的用量仅次于钢铁。
- 钛：1910年用钠还原提炼出纯钛，广泛应用于航空工业。
- 铀：应用于核工业。
- 金
- 銀

## 半导体材料
半导体材料是导电能力介于导体和绝缘体之间的一类固体材料。
- 单晶硅可用于制作半导体器件、太陽能電板和積體電路。

## 超导材料
- 高温超导材料

## 高分子材料
高分子材料可以用作结构材料代替钢铁，甚至具有良好的导电性和耐高温等特性。

### 纺织品
- 丝绸是一种天然高分子材料。
- 天然纤维如棉花、麻等。
- 合成纤维

### 合成材料
- 橡胶
- 塑料

## 复合材料
复合材料是以高分子材料、金属或陶瓷做基础与纤维、晶須、颗粒等增强剂复合而成的材料。

### 树脂基
- 玻璃纤维树脂复合材料（玻璃钢）
- 碳纤维树脂复合材料

### 金属基
- 碳纤维增强铝、SiC纤维增强铝、粉末颗粒增强铝、硼纤维增强铝、碳化硅晶须增强铝
- 石墨纤维增强镁
- 粉末颗粒挤压（铸造）金属基复合材料、加压渗透金属基复合材料。

### 陶瓷基
- 陶瓷纤维增强陶瓷和玻璃材料;金属纤维增强陶瓷和玻璃材料;晶须增强陶瓷和玻璃材料;纤维增強陶瓷复合材料;以上主要是为了提高断裂韧性。

### 氣凝膠
- 全碳氣凝膠
- 鎳氣凝膠
- 石墨氣凝膠

### 其他
- 碳复合材料
- 纳米复合物
- 混凝土

## 其他重要的材料
- 半金屬
  - 木材
- 生物材料
  - 皮革
  - 骨头
  - 纸

### 书籍
- 王昆林, , 清华大学出版社有限公司, 2003, ISBN 7302070644